# Роже Куртоа
Роже Куртоа (фр. Roger Courtois; Женева, 30. мај 1912 — 5. мај 1972) био је француски фудбалер и тренер. Играо је као нападач.

## Репрезентативна каријера
Рођен у Швајцарској од родитеља француског порекла, Куртоа је представљао репрезентацију Француске на Светском првенству у фудбалу 1934. и 1938. године.